# عاطف الطيب
عاطف الطيب (26 ديسمبر 1947 – 23 يونيو 1995) هو مخرج أفلام مصري، عُرف بتقديم الأفلام الواقعية، أخرج 21 فيلماً خلال 12 عامًا.

## عن حياته
وُلد في سوهاج في 26 ديسمبر عام 1947، تخرج من المعهد العالي للسينما - قسم الإخراج عام 1970، وعمل أثناء الدراسة مساعداً للإخراج مع مدحت بكير في فيلم (ثلاثة وجوه للحب عام 1969)، وفيلم (دعوة للحياة عام 1972) كما عمل مساعداً للمونتاج مع كمال أبو العلا.
التحق بعد تخرجه إلى الجيش لأداء الخدمة العسكرية، وقضى به فترة (1971 ـ 1975)، والتي شهدت حرب أكتوبر 1973. وخلال الفترة التي قضاها بالجيش، أخرج فيلماً قصيراً هو (جريدة الصباح ـ 1972) من إنتاج المركز القومي للأفلام التسجيلية والقصيرة.
ثم عمل في عام 1973 مساعداً للمخرج شادي عبد السلام في فيلم «جيوش الشمس» وفي عام 1978 قام بإخراج فيلم قصير من إنتاج المركز التجريبي اسمه «المقايضة».
في عام 1978 عمل مخرج مساعد مع المخرج يوسف شعبان محمد في فيلم «الرغبة والثمن»، وفي عام 1979 عمل مساعد مخرج ثاني مع المخرج يوسف شاهين في فيلم «إسكندرية... ليه؟»، وفي عام 1981 مع المخرج محمد شبل في فيلم «أنياب».
عمل كمساعد مخرج في أفلام أجنبية عديدة والتي تم تصويرها في مصر، مثل فيلم جيمس بوند الجاسوس الذي أحبني عام 1977، وجريمة على نهر النيل عام 1978، وأبو الهول عام 1980. حتى بدأ في إخراج أول أفلامه الروائية “الغيرة القاتلة” عام 1982 وتوالت بعدها الأعمال.
ارتبط اسمه ارتباطا مباشرا ووثيقا بقضايا المواطن المصري البسيط وبحقوقه، ولذلك فقد كانت ولا تزال أغلب أعماله مثيرة للجدل النقدي وغير النقدي، لما تتطرق إليه من قضايا تتعلق بالحريات العامة والخاصة علي السواء وقضايا الحرب ضد الاستعمار بجميع أشكاله وأيضا القضايا التي تخص العلاقة بين المواطن والسلطة ممثلة في أي من أجهزتها ومؤسساتها.[وفقًا لِمَن؟] وهو ما يمكن أن نلاحظه في الكثير من أفلامه مثل ”التخشيبة“ و”الزمار“ عام 1984 والذي لم يعرض علي الجمهور بل تم عرضه في عروض خاصة وعلى أشرطة الفيديو، علي الرغم من اشتراكه في مهرجان موسكو السينمائي الدولي عام 1985 ومهرجاني برلين والقاهرة، وفيلم ”ملف في الآداب“ و”الحب فوق هضبة الهرم“ و”البريء“ عام 1986، و”كتيبة الإعدام“ عام 1989، و”الهروب“ عام 1991 الذي يعتبر من أجرأ الأفلام المصرية، و”ناجي العلي“ عام 1992 الذي تم منعه من العرض، و”ضد الحكومة“ عام 1992.
نال إشادات كثيرة من النقاد، الذين رأوا أنه برع في استخدام ممثليه لتوصيل فكرة بشكل واع وجميل حيث استفاد من قدراتهم التمثيلية، بل إنه في بعض أفلامه اعتمد وبشكل أساسي علي تلك القدرات الأدائية مثل أداء أحمد زكي في ”الهروب“ و”البريء“، وأداء نور الشريف في ”سواق الأتوبيس” و”ناجي العلي“، ومحمود عبد العزيز في ”الدنيا على جناح يمامة”، ولبلبة في ”ضد الحكومة“ و”ليلة ساخنة“.
لم يتمكن عاطف الطيب من إتمام فيلمه الأخير “جبر الخواطر” بسبب وفاته في 23 يونيو 1995 بعد إجرائه عملية في القلب، وقام المونتير أحمد متولي بعملية مونتاج الفيلم منفرداً.
وقد قدم خلال خمسة عشر عاماً هي مشوار حياته الفني واحداً وعشرين فيلماً سعى فيها إلى تقديم صورة واقعية عن المواطن المصري والمجتمع المصري.
تعاون عاطف الطيب مع المؤلف وحيد حامد في خمسة أفلام، ومع المؤلف بشير الديك في أربعة أفلام، ومع الكاتب مصطفى محرم في ثلاثة أفلام، ومع الكاتب أسامة أنور عكاشة في فيلمين.

## أعماله

### أفلام
| الفيلم                | السنة | سيناريو          | بطولة                        |
| --------------------- | ----- | ---------------- | ---------------------------- |
| الغيرة القاتلة        | 1982  | وصفي درويش       | نور الشريف                   |
| سواق الأتوبيس         | 1982  | بشير الديك       | نور الشريف                   |
| التخشيبة              | 1984  | وحيد حامد        | أحمد زكي نبيلة عبيد          |
| ملف في الآداب         | 1985  | وحيد حامد        | مديحة كامل                   |
| الزمار                | 1985  | رفيق الصبان      | نور الشريف                   |
| الحب فوق هضبة الهرم   | 1986  | مصطفى محرم       | أحمد زكي                     |
| البريء                | 1986  | وحيد حامد        | أحمد زكي                     |
| أبناء وقتلة           | 1987  | مصطفى محرم       | محمود عبد العزيز، نبيلة عبيد |
| البدرون               | 1987  | عبدالحي أديب     | سهير رمزي                    |
| ضربة معلم             | 1987  | بشير الديك       | نور الشريف                   |
| قلب الليل             | 1989  | محسن زايد        | نور الشريف                   |
| كتيبة الإعدام         | 1989  | أسامة أنور عكاشة | نور الشريف                   |
| الدنيا على جناح يمامة | 1988  | وحيد حامد        | محمود عبد العزيز             |
| الهروب                | 1991  | مصطفى محرم       | أحمد زكي                     |
| دماء على الأسفلت      | 1992  | أسامة أنور عكاشة | نور الشريف                   |
| ناجي العلي            | 1992  | بشير الديك       | نور الشريف                   |
| ضد الحكومة            | 1992  | بشير الديك       | أحمد زكي                     |
| إنذار بالطاعة         | 1993  | خالد البنا       | ليلى علوي                    |
| كشف المستور           | 1994  | وحيد حامد        | نبيلة عبيد                   |
| ليلة ساخنة            | 1995  | رفيق الصبان      | نور الشريف                   |
| جبر الخواطر           | 1996  | بشير الديك       | شريهان                       |

### فيديو كليب
- قام في عام 1994 بإخراج أغنية كتبتلك ل لطيفة باستخدام سينما كليب.
- أخرج كليب المطربة أنغام شنطة سفر عام 1994.

## وصلات خارجية
- عاطف الطيب على موقع IMDb (الإنجليزية)
- عاطف الطيب على موقع الدهليز
- عاطف الطيب على موقع قاعدة بيانات الأفلام العربية
- عاطف الطيب على موقع قاعدة بيانات الفيلم (الإنجليزية)
- عاطف الطيب على موقع كينوبويسك (الروسية)